# Rock Records
La Rock Records è un'etichetta discografica taiwanese fondata nel 1980 dai fratelli Sam e Johnny Duan (段鍾沂). Solo nel 1989 la compagnia vide la prima grande distribuzione di uno dei suoi prodotti, con la cantante Sarah Chen, tuttavia negli anni recenti è diventata la più grande casa discografica indipendente dell'Asia.
Oltre a Taiwan ed Hong Kong, la Rock Records distribuisce i propri prodotti anche in Giappone, Singapore, Corea del Sud, Filippine e Malaysia (quest'ultima dopo aver acquistato nel 1995 la SCS, Suara Cipta Sempurna, fondata negli anni '80).

## Distributori
- Gruppo Avex (Giappone)
- Pony Canyon (Giappone e Corea del Sud)
- Synergy Music / Ivory Music (Filippine)

## Artisti
- Kelly Poon (潘嘉丽)
- Alien Huang Xiao Gui (黃鴻升/小鬼))
- Wakin Chau (周華健)
- Gary Chaw (曹格)
- Bobby Chen (陳昇)
- Cheer Chen (陳綺貞)
- Ambrose Hui (許紹洋)
- Angelica Lee (李心潔)
- Fish Leong (梁静茹)
- MC HotDog
- Shorty (元若藍)
- Victor Huang (黃品冠)
- Sandra Wright Shen (仙杜拉)
- Mayday (五月天)
- Yu Heng (宇恆)
- Genie Zhuo (卓文萱)

## Artisti precedenti
- Ah Niu (陈庆祥/阿牛)
- Beyond
- Jackie Chan (成龍)
- Jeff Chang (張信哲)
- Chang Chen-yue (張震嶽)
- Sarah Chen (陳淑樺)
- Leslie Cheung (張國榮)
- Chyi Yu (齊豫)
- Grasshopper (草蜢)
- Winnie Hsin (辛曉琪)
- Yuki Hsu (徐懷鈺)
- Sandy Lam (林憶蓮)
- Guang Liang (王光良)
- Prudence Liew (劉美君)
- Rene Liu (劉若英)
- Lo Ta-yu (羅大佑)
- Karen Mok (莫文蔚)
- Richie Ren (任賢齊)
- Shunza (順子)
- Tarcy Su (蘇慧倫)
- Tang Dynasty (唐朝乐队)
- Alex To (杜德偉)
- Wu Bai & China Blue (伍佰 & CHINA BLUE)
- Sasha Alexeev (萨沙 阿列克谢耶夫)